# L (Death Note)
L (エル; Eru), valódi nevén L Lawliet (エル・ローライト; Eru Róraito; Hepburn: Eru Rōraito) egy kitalált szereplő Óba Cugumi és Obata Takesi Death Note című manga- és animesorozatában.
A manga és az anime történetében L a világ legtehetségesebb és egyben legrejtélyesebb nyomozója, aki csak azon ügyeket hajlandó elvállalni, amik felkeltik az érdeklődését. L a sorozat cselekménye előtt soha nem jelent meg személyesen egyetlen nyomozás alkalmával sem, így valódi kiléte még azok előtt is titkok maradt, akiknek munkáját segítette. L a Death Note történetének első felében vesz részt a Kira nevű sorozatgyilkos elleni nyomozásban.
A szereplő a sorozat ismertetőiben többnyire pozitív kritikákat kapott. Külsejét és szokásait furának, természetét higgadtnak és józan gondolkodásúnak nevezték. L-t a sorozat rajongói gyakran nevezik a modern kor Sherlock Holmes-jának, és Batman japán megfelelőjének. A sorozat anime-adaptációjában az L hangját kölcsönző japán és kanadai színészt szintén dicsérő kritikákkal illették. A szereplő népszerűsége és sikere nyomán a Death Note történetét feldolgozó kétrészes élőszereplős mozifilmet követően L-nek saját spin-off filmje is készült, melyben Macujama Kenicsi alakította „a világ legnagyobb nyomozóját”. Macujama alakítását szintén pozitív kritikákkal illették.
L a Death Note egyik legnépszerűbb szereplője, minek köszönhetően számos őt mintázó reklámtermék, köztük plüssfigurák, kulcstartók és egyéb játékfigurák is készültek.

## A szereplő megalkotása és az alapelgondolás
Óba Cugumi, a sorozat írója L-t az „igazság erejének” és „szupernyomozónak” alkotta meg, aki képes Light útjába állni. Véleménye szerint a történet nem lett volna olyan érdekes, ha a két főszereplő között nagyobb korkülönbség lett volna, így L-t fiatal felnőttnek alkotta meg. A szereplő nevének Óba egyetlen betűt akart választani, amely tartalommal és jelentőséggel bír, így fontolóra vette az „I”-t és a „J”-t is, de ezek „nem hangzottak olyan jól”, ezért „gondos megfontolás után” az végül az „L”-t választotta. L egyik álneve, a „Rjúzaki (竜崎)” az „l” és az „r” hangok hasonló kiejtéséből ered a japán nyelvben.
A sorozat rajzolója, Obata Takesi Óba vázlatai alapján alkotta meg L külső megjelenését, melyeken a szereplőnek kifejezéstelen és sápadt arca volt. Obatának igen megnyerték a tetszését Óba skiccei és interjúban úgy nyilatkozott, hogy „szerette is volna egy az egyben átvenni az egészet”. L egészen a 11. fejezetig „csinos fiatalemberként” jelent meg, egészen addig, amíg személyesen is be nem kapcsolódott a sorozat cselekményébe. Ettől kezdődően Obata Light kontrasztjaként rajzolta meg L-t, ami Óbával közös döntésük volt, de egyébként is szabad kezet biztosított Obatának L kinézetének megtervezésében. Miután Obata bejelentette, hogy szeretné L-t „taszítóbban” ábrázolni, Óba skicceihez megjegyzéseket fűzött L ülésstílusára, a szereplő angol, közönyös természetére, modoros beszédére és édesszájú mivoltára. Óba azonban tekintet nélkül ezekre a megjegyzésekre Obatát tartja L kinézetének egyedüli megalkotójának.
A korai fejezetek rajzolása alatt Obata attól tartott, hogy L kinézete olyannyira gyanús lesz, hogy találkozásukkor Light rögtön felismerheti a történetben. Szerkesztője javaslatára, aki azt szerette volna, hogy L „menőbben nézzen ki”, Obata fekete táskákat rajzolt L szeme alá. Erre egy másik mangasorozat, a Devilman főszereplője, Fudó Akira adta az ötletet. Emellett Obata élettelen, vagyis teljesen egyszínű fekete szemeket adott a szereplőnek és csak nagyon csekély szemöldököt. Obata véleménye szerint a fekete szemek általában „ügyefogyottabbá” teszik a szereplőket, azonban a fekete táskák „áthatóbbá teszik a tekintetet”. Szándéka szerint ezzel egyfajta titokzatosságot akart létrehozni, hogy az olvasók ne tudják leolvasni L gondolatait az arcáról. Emellett a fekete táskák elgondolkodtatják az embert L múltjáról és arról, hogy vajon milyen életvitelt is folytathat, így azok igen „hasznosak” a szereplő megformálásában. Obata egyszerű, hosszú ujjú fehér pólóba és farmernadrágba öltöztette L-t, amivel azt akarta kifejezni, hogy L nem törődik túl sokat azzal, hogy mit vesz fel. Óba a sorozat 13. kalauzkötetében bemutatta egy saját skiccét L-ről, és azt a megjegyzést fűzte hozzá, hogy annak megszokott arckifejezése és a táskái nélkül egy teljesen más szereplő benyomását kelti. Óba L nemzetiségével kapcsolatban úgy nyilatkozott, hogy „véleménye szerint” negyedrészben japán, negyedrészben angol, negyedrészben orosz és negyedrészben francia „vagy talán” olasz, „vagy valami ilyesmi”. Obata a kötetborítók készítésekor a színeket úgy próbálta összeállítani, hogy az a megfelelő légkört teremtse meg a borító központi szereplője körül. Ezt az elvet követve Obata L-hez az aranyat párosította.
Obata L szokásait „apránként” szerette volna az olvasók elé tárni. Véleménye szerint ha már akkor kihangsúlyozta volna L gyengéjét az édességek iránt, mikor még az arcát sem mutatta meg, a szereplő elveszítette volna a hitelességét mint a világ legnagyobb nyomozója. Az emberek azt gondolták volna, hogy L egyszerűen csak „dilis”. L „harci stílusában” sokan a capoeirát vélték felfedezni, ami azonban Obatának meg sem fordult a fejében, mikor ezeket a bizonyos jeleneteket megrajzolta. Obata saját bevallása szerint csak a rúgás leghatékonyabb módját próbálta papírra vetni, amikor az ember hozzá van bilincselve ellenfeléhez. Ugyanakkor megjegyezte, hogy ha ez valóban hasonlít a capoeirára, akkor az még egy elemmel gazdagítja a szereplőt, és hogy ennek csak örülni tud.
L a sorozat közepén ellensége, Kira, vagyis Jagami Light cselszövése által veszti életét, akire megismerkedésük óta gyanakodott. L a sorozat folyamán ezzel szemben mindig egy igen alacsony valószínűségi százalékot rendel Lighthoz, hogy ő a keresett sorozatgyilkos, de valójában „egészen biztos volt benne”, hogy ő az. Óba ezzel kapcsolatban úgy nyilatkozott, hogy „az igazság az, hogy (L) hazudós”. Óbának saját bevallása szerint L a kedvenc szereplője a sorozatban, mivel úgy érzi ő a Death Note „legerősebb” szereplője „Light mellett”. Obatának szintén L volt a kedvenc szereplője annak „megjelenése, személyisége, és egyéb dolgai” miatt. A rajzoló úgy nyilatkozott, hogy saját magától soha nem alkotott volna olyan szereplőt mint L, ezért nagyon élvezte rajzolni őt. Mindemellett Obata nem érzi „valósnak” L-t, ami szintén hozzájárult ahhoz, hogy megkedvelje őt.

## A szereplő ismertetése

### Kapcsolatai és személyisége
L a Vatari által alapított egyik árvaházban nevelkedett. Nagyjából öt évig élt Angliában, ahol ez idő alatt országos junior teniszbajnok lett. Az „L” fedőnév mellett, mely néven mint a világ legnagyobb nyomozója vált ismertté, Eraldo Coil (エラルド・コイル) és Deneuve (ドヌーヴ) néven is folytatta tevékenységét, mint a világ második és harmadik legzseniálisabb nyomozója.
L nem sokat ad külsejére, arckifejezése és modora pedig többnyire kedvetlen. Mindig felhúzott térdekkel ül, és hatalmas mennyiségű cukrot és édességet fogyaszt. Saját magyarázata szerint az utóbbit azért, mert az agya rengeteg kalóriát fogyaszt, és így a sok gondolkodás miatt nem is hízik el. Az előbbit pedig azért teszi, mert enélkül a gondolkodásának a hatékonysága 40%-kal csökkenne. Különc és fura megjelenése mellett azonban zseniális logikai képességekkel rendelkezik. Hajlamos rá, hogy minden elé tárt, tényként elfogadott dolgot megkérdőjelez és újraértékel. Nagyon erős az igazságérzete, de ezzel együtt a kitűzött cél, vagy elmélete bizonyítása érdekében kész akár emberéleteket is feláldozni. Ezt azonban általában csak olyan személyekkel hajlandó különösebb lelkifurdalás nélkül megtenni, akiknek a sorsa már egyébként is megpecsételődött.
Utódjaként két fiatal fiút jelölt meg, Neart és Mellót, akik szintén Vatari árvaházában nevelkedtek. L-nek azért rájuk esett a választása, mivel mikor egyszer az árvaház lakói kérdéseket tehettek fel neki, Near és Mello voltak az egyedüliek, akik nem kérdeztek semmit, csak figyeltek. L-nek saját bevallása szerint soha nem voltak barátai, és Jagami Light volt az első akit annak nevezett, Amane Misza pedig a második.

### A sorozatban való szereplésének áttekintése
L nem sokkal Kira felbukkanása után csatlakozik a nyomozáshoz, melyhez az Interpol teljes támogatását kéri. Azt gyanítja, hogy a titokzatos sorozatgyilkos Japánban tartózkodik. Hogy bizonyítsa, maga helyett egy halálraítélt bűnözőt állít televíziós élő adásba, akit Kira meg is gyilkol. L ezzel Japán Kantó régiójára szűkíti a kört, mivel az adás csak ott volt látható, ellentétben a hamisan bejelentett világméretű sugárzással. L csak egy számítógépen és kapcsolattartóján, egy Vatari nevű férfin keresztül érintkezett a japán nyomozócsapattal, és azok tudta nélkül több FBI-ügynököt is küld Japánba. Az FBI-ügynökök a japán nyomozókat és azok családját figyelik, mivel Kirának feltételezhetően hozzáférése van a nyomozóanyagokhoz. Eközben Kira látszólag kísérletezni kezd áldozataival, akik rejtélyes üzeneteket hagynak hátra. Kira meggyilkolja a Japánban nyomozó FBI-ügynököket is, aminek hatására a Központi Nyomozóiroda kiszáll a nyomozásból, a japán rendőrcsapat pedig értesül arról, hogy a hátuk mögött megfigyelték őket. A japán nyomozókban kialakult bizalmatlanság miatt L arra kényszerül, hogy személyesen is felfedje magát előttük. Megosztja velük feltételezéseit, miszerint Kira egyedül dolgozik és a gyilkosához szüksége van az áldozata nevére és arcára is. Miután L megtudja, hogy az egyik meggyilkolt FBI-ügynök Raye Penber menyasszonya, a szintén volt FBI-ügynök Miszora Naomi is nyomtalanul eltűnt, a nyomozást a Penber által megfigyelt személyekre szűkíti le. A Penber által megfigyeltek között voltak a nyomozócsapat vezetőjének, Jagami Szóicsirónak a családjai is, akiket L és Szóicsiró személyesen figyelnek meg a házukba telepített kamerákon keresztül. A Jagami családból L figyelme elsősorban Szóicsiró kimagaslóan intelligens fiára, Jagami Lightra terelődik.
Miután a Kira által elkövetett gyilkosságok tovább folytatódnak, a megfigyelt személye közül pedig egyik sem tanúsított gyanús magatartást, L úgy dönt, hogy eltávolíttatja a kamerákat. Ezzel szemben azonban még mindig úgy véli, hogy Kira a megfigyelt személyek egyike. Hogy közvetlen közelről meg tudja figyeli Lightot, L felfedi kilétét előtt és megkéri, hogy ő is segítse a nyomozást. Később azt is elmondja Lightnak, hogy erős a gyanúja, hogy ő Kira. Nem sokkal ezután a Sakura TV bejelenti, hogy Kira megzsarolta őket, hogy adják le az üzenetét az adásukban, melyben felszólítja a rendőrséget, hogy ne akadályozzák a tevékenységét. Amikor a nyomozócsapat egyik tagja, Ukita Hirokazu megpróbálja a helyszínen leállítani az adást, Kira őt is meggyilkolja, amiből L arra következtet, hogy Kirának csak a meggyilkolni kívánt személy arcát kell ismernie, a nevét nem. Szóicsirónak végül sikerül megállítania a sugárzást és elkobozni a Kira által küldött kazettákat. L a kazetták és az új áldozatok alapján arra a következtetésre jut, hogy a kazettákat beküldő személy egy második Kira, aki feltehetően nem áll kapcsolatban az elsővel. L felkéri Lightot, hogy írjon egy hamis üzenetet Kira nevében a második Kirának. A hamis üzenetre hamarosan megérkezik a válasz, melyben a második Kira találkozót kér az eredetitől. Az üzenetben a második Kira halálistenekről és a halálisten szeméről is beszél, amit L nem tud mire vélni. Light feltételezése szerint ezeket csak átvitt értelemben kell érteni, amivel más logikus magyarázat híján, L is egyetért. L a két Kira közötti érdekellentét akarja kihasználni az elfogásukra. A tervezett találkozó megjelölt helyszínének megfigyelése ellenére a második Kira nemsokára bejelenti, hogy találkozott az elsővel és hogy ezentúl mindenben annak utasításait fogja követni. L a kazettákon és borítékon talált nyomok alapján elfogatja Light új barátnőjét, a fotómodell Amane Miszával. Több nappal Misza elfogása után a lánynak megváltozik a magatartása és a korábbi makacs hallgatás után hirtelen cserfesen beszélni kezd. Light bejelenti, hogy lehet hogy mégis L-nek volt igaza, és tudat alatt valóban ő Kira és ezért azt kéri, hogy zárják el annyi időre, hogy kiderüljön ártatlan vagy bűnös e. L beleegyezik.
Miután L egy hétig tartotta fogva Jagami Lightot és Amane Miszát, Light hirtelen el akarja hagyni a fogságot és amellett érvel, hogy Kira biztosan úgy tervezte, hogy őt gyanúsítsák. Egy újabb hét elteltével Kira ismét gyilkolni kezd, L azonban erről nem tájékoztatja Lightot és folytatja a fiatalember fogságban való megfigyelését. Újabb két hét múlva L a japán nyomozócsapat nyomására úgy dönt, hogy elengedi Miszát és Lightot, de előtte még próbára teszi őket. Megkéri Szóicsirót, hogy tegyen úgy minta fiát és Miszát a kivégzésükre vinné, majd pedig mintha büszkeségből és szégyenből meg akarná ölni Lightot és saját magát. Feltételezése szerint ha még csak tudat alatt is Light az eredeti és Misza a második Kira, valamelyikük biztosan megölné Szóicsirót, hogy saját életét mentse. Szóicsiró fia ártatlansága bizonyítása érdekében beleegyezik és túléli a kísérletet. L ugyan nincs meggyőződve egyikük ártatlanságáról sem, de ígéretéhez híven megfigyelés alatt ugyan, de szabadon engedi Miszát, Lightot pedig magához bilincselve engedi, hogy részt vegyen a Kira elleni nyomozásban. L megfigyelése szerint Light személyisége hirtelen megváltozott és az a gondolat is megfordul a fejében, hogy ha mégsem Light és Misza voltak Kira, akkor talán Kira irányítása alatt álltak. L nem tagadja Light előtt, hogy még mindig úgy gondolja, hogy ő és a barátnője Kira, legalábbis volt, mivel úgy látszik Kira ereje átruházható. A közös nyomozás során Light felfedezi, hogy Kira a bűnözők gyilkolását már csak álcának használja befolyásos üzletemberek meggyilkolásához. Az üzletemberek halála elsősorban a Yotsuba vállalatnak kedveznek, ezért L rájuk összpontosítja a nyomozást. Időközben Light és L felfedezi, hogy Kira nem csak szívrohammal képes gyilkolni. L-t lenyűgözik Light nyomozói képességei, de ennek ellenére még mindig hiszi, hogy ő volt Kira. Misza segítségével végül csapdát állítanak a Yotsuba vállalat egyik emberének, Higucsi Kjószukének, akiről kiderítik, hogy ő a harmadik Kira. Elfogása közben arra is fény derül, hogy Higucsi csupán egy jegyzetfüzet segítségével gyilkol, melybe feljegyzi az áldozatok nevét.
Higucsi elfogásakor, aminél L és Light is jelent van, aki hozzáért a fekete jegyzetfüzethez, meglátja a második Kira által emlegetett halálistent. Az akció után néhány perccel azonban Higucsi szívrohamot kap és meghal. A nyomozók tanulmányozni kezdik a jegyzetfüzetet, amelyben foglalt egyik szabály szerint aki már egyszer használta a füzetet és 13 napig nem ír bele új nevet, az meghal. Ez a szabály tisztázza Lightot és Miszát, akik hetekig voltak fogságban és megfigyelés alatt. L ezért felfüggeszti a lány megfigyelését és Lightot is elengedi, aki azonban tovább szeretne dolgozni az ügyön. L valami csalást sejt és tovább faggatja a Rem nevű halálistent a jegyzetfüzet használatáról, korlátairól és lehetőségeiről. L úgy gondolja, hogy létezik egy további jegyzetfüzet is. A birtokukban lévő füzet valódiságának és szabályainak, elsősorban a 13 napos szabálynak a tesztelésére L halálraítélt bűnözőket akar felhasználni. Mikor L utasítani akarja Vatarit a megfelelő kísérleti személyek felkutatására, az hirtelen összeesik és meghal. L észreveszi, hogy a halálisten eltűnt a szobából, de mielőtt cselekedhetne lefordul a székéről és Jagami Light karjaiban meghal.

## Megjelenése a manga- és animesorozaton kívül
L az eredeti manga legsikeresebb szereplője, aki szinte minden, a sorozat alapján készült más műben is megjelenik, általában mint főszereplő. L a főhőse a Nisio Isin Death Note: Another Note – Los Angeles BB rendzoku szacudzsin dzsiken (DEATH NOTE アナザーノート ロサンゼルスBB連続殺人事件) című regényének, mely L első találkozását meséli el az eredeti sorozat egyik kisebb szereplőjével, Miszora Naomi FBI-ügynökkel a los angelesi „BB-sorozatgyilkos ügy” kapcsán. A nyomozásra, melyet a könyv feldolgoz a mangasorozatban is volt utalás. A regény narrátora L egyik utódjelöltje, Mello, aki látszólag azokból a részletekből idézi fel a történetet, melyeket még L osztott meg vele korábban az ügyről.
L választható szereplője a 2007-es Death Note: Kira Game (デスノート キラゲーム) Nintendo DS-re megjelent videójátéknak. A 2008. február 7-én megjelent L: the Prologue to Death Note – Raszen no Trap (L the proLogue to DEATH NOTE -螺旋の罠-) játékban L annak főszereplőjét, egy fiatal FBI-ügynököt segíti annak PDA-ján keresztül. Míg a Death Note: Kira Game az eredeti történet eseményeit dolgozza fel, addig a Raszen no Trap hasonlóan Nisio Isin regényéhez L egy korábbi ügyét mutatja be. A 2006-os Jump Ultimate Stars, szintén Nintendo DS-re megjelent játékban L támogató szereplőként jelenik meg. A Jump Ultimate Stars, melyben a Jump által megjelentetett számos manga szereplője feltűnik, nem kapcsolódik a Death Note történetéhez.
A sorozat eredeti története alapján készült két élőszereplős filmben, melyek a A Death Note – Halállista (デスノート) és a Death Note – Az utolsó név (デスノート the Last name) címet vielték, L-t Macujama Kenicsi alakította. A két film spin-offjaként leforgatott L change the WorLd című filmben L szerepében ismét Macujama volt látható. A film cselekménye közvetlenül a Death Note – Az utolsó név eseményei után játszódik és L életének utolsó 23 napját meséli el, melyben a mesternyomozónak egy bioterrorista-csoportot kell megállítania.

## Kritikák és a szereplő megítélése
A Mania.com ismertetőjében a mangában megjelenő L kinézetének ábrázolását „rondának” nevezte, szokásait pedig „furcsának”, melyek elsősorban az édességek töménytelen fogyasztása körül csoportosulnak. Viselkedését higgadtnak, gondolkodását pedig józannak ítélte. A szereplő animébe való adaptálása során nem ment át „túl radikális” változásokon; eltúlzottan fura, a sütemények iránti hangsúlyozott megszállottsággal. Tom S. Pepirium, az IGN egyik írója és közismerten a szereplő nagy rajongója, ismertetőjében úgy vélte, hogy a sorozatnak sikerült minden idők „legmenőbb” szereplőit bemutatnia. L-t a modern idők Sherlock Holmes-jának nevezte, aki levezető érveléseiben sem marad el „a Baker Street nyomozójától”. A sorozat rajongói L-t Batman japán megfelelőjének is nevezték. A hasonlóságok között van a lakáj szerepében megjelenő segéd, valamint hogy L órákon át ül a monitorok és képernyők előtt és gondolkodik a rejtély megoldásán. Pepirium véleménye szerint L „a kor animéjeinek legjobban kidolgozott szereplője”.
Az IGN ismertetőjében Pepirium elsőre „nehezen emészthetőnek” nevezte L halálát, amit talán hibás lépés is volt a sorozat írójától, Óba Cugumitól, hogy megölte a Death Note „legérdekesebb szereplőjét”. Halálát „vacaknak” nevezte. Véleménye szerint az azt megelőző melankolikus jelent a nyomozócsapat főhadiszállásának tetején a Némaság című epizódban azt az érzést keltette a nézőben, hogy L feladta a harcot. Megítélése szerint azonban L halála ellenére sem fogja igazából otthagyni a sorozatot. A Death Note utolsó előtti, 1.28 című epizódjának ismertetőjében Pepirium „mélyen kielégítőnek” nevezte L utódjának, Nearnek L álarcában való megjelenését, mellyel megemlékeztek a szereplőről.
Mint a Death Note egyik legnépszerűbb szereplője, számos L-t és az őt szimbolizáló betűt mintázó reklámtermék és játék készült, köztük plüssfigura, kulcstartó, mobildísz, kitűzők és pólók, valamint akció- és egyéb díszfigurák.

## A szereplő megszemélyesítői
Az eredeti animében L hangját kölcsönző szeijú Jamagucsi Kappei, angol szinkronhangja Alessandro Juliani. A szereplő magyarul Viczián Ottó hangján szólalt meg. Az Anime News Network az anime ismertetőjében a japán és angol szinkronhangok összehasonlításakor megjegyezte, hogy az utóbbi látszólag nem kívánta egy az egyben lemásolni az eredetit, ami alól szerencsés kivétel Jamagucsi Kappei L-ként való „briliáns” teljesítménye. Az Anime News Network egy másik ismertetőjében L angol szinkronhangjának, Alessandro Julianinak a munkáját is kiválónak nevezte. Tom S. Pepirium véleménye szerint L angol szinkronhangjának sikeréhez nem kis mértékben a bonyolult monológok remek fordítása is hozzájárult. A fordítás nehézségét ahhoz hasonlította, minta a CBS Gyilkos számok című sorozatának legbonyolultabb epizódját kellene japánra fordítani, úgy, hogy megmaradjon annak feszültsége. Pepirium, akárcsak az Anime News Network ismertetőjében Casey Brienza szintén kiemelte, hogy L beszédstílusát az angol változatban egyértelműen az eredeti japán, lassú és monoton stílusa ihlette, ami „egy mély gondolatokkal rendelkező férfit tükröz, egy mesternyomozót vadászat közben”. Véleménye szerint a külsején való kisebb változtatások után Juliani akár egy élőszereplős filmben is megállná a helyét, mint L, aki még a szereplő állandó szürcsölését és csámcsogását is képes „nem olyan idegesítővé” tenni.
Alessandro Juliani nyilatkozata szerint L beszédstílusa az angol változatban nem a japán eredeti másolata volt, hanem a szinkronizálás során megpróbálták megtalálni az egyensúlyt a szereplőt művelt háttere és aközött, hogy ne hangozzon túl öntelten. Azt szerették volna, hogy legyen benne tartás, de ne legyen túl modoros sem. Juliani már korábban is részt vett animesorozatok szinkronizálásában, de mikor elvállalta L szerepét a Death Noteban, nem volt vele tisztában, hogy japánban és azon kívül is már milyen népszerűségnek örvend mind a sorozat, mind pedig az általa megszemélyesített szereplő. Saját bevallása szerint a munka során epizódonként ismerkedett meg a sorozattal és lett a rajongója.
Az eredeti sorozat alapján készült kétrészes élőszereplős filmben Macujama Kenicsi alakította L-t. Macujama a filmekben való szereplése előtt az animesorozatban egy kisebb mellékszereplőjének, a Jealous nevű halálisten számára adta a hangját. Az Anime News Network ismertetőjében mesterinek nevezte Macujama L-ként való szereplését, aki kiválóan alakította a L különc modorát és megjelenését mindkét filmben. A két film spin-offjaként leforgatott L change the WorLd című filmben ismét Macujama alakította L-t. Nakata Hideo, a film rendezője, L emberi oldalát szerette volna megmutatni, amire az előző filmekben nem volt lehetőség. A rendező nyilatkozata szerint Macujama képes volt „napi 24 órán keresztül azonosulni a szereplővel” a forgatások alatt. Macujama nyilatkozata szerint az eredeti történeten alapuló filmek után L érzéseinek a kifejezése jelentette számára a legnagyobb kihívást. „L nem gyakran mutatja ki az érzéseit, nekem mégis meg kellett mutatnom mit érez és hogy milyen ember is valójában” – mondta Macujama, akit saját bevallása szerint mindig vonzották azok a szerepek, melyekben olyan személyeket játszhatott el, aki nagyon különböznek tőle és olyan dolgok is megvannak bennük, amik belőle hiányoznak.